# Zarro-bastardo

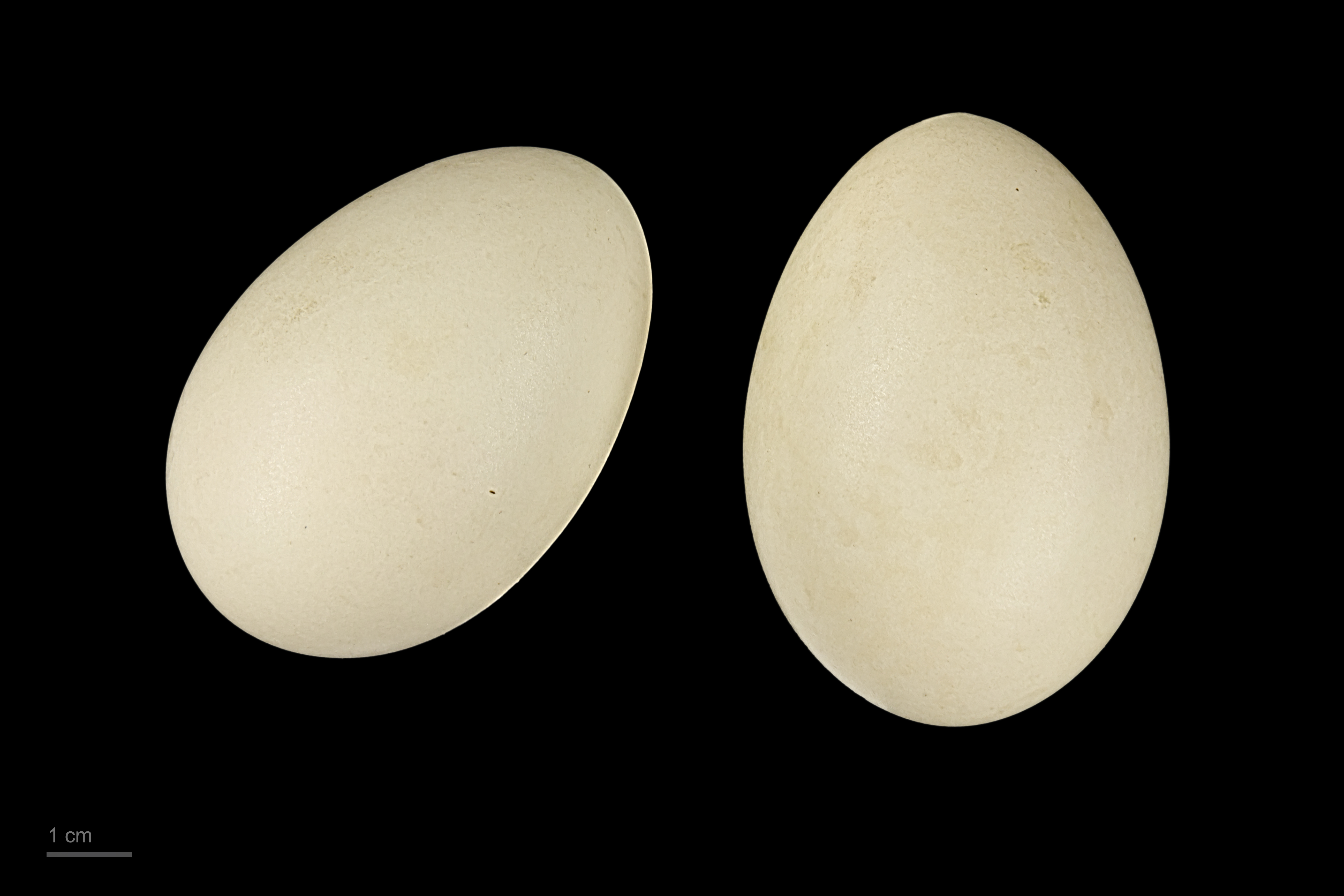
Aythya marila - MHNT

Zarro-bastardo ou negrelho-comum (Aythya marila) é uma ave da família Anatidae. O macho caracteriza-se pela cabeça verde e pelo peito preto, tendo o resto da plumagem cinzenta e branca.
Este zarro nidifica no norte da Europa e inverna sobretudo nas zonas costeiras Europa central. A Península Ibérica situa-se a sul da sua área normal de invernada e a espécie pode ser considerada um invernante muito escasso no território português.